# Ken Flach
Ken Flach, właśc. Kenneth Eliot Flach (ur. 24 maja 1963 w Saint Louis, zm. 12 marca 2018 w San Francisco) – amerykański tenisista, złoty medalista olimpijski z Seulu (1988), czterokrotny zwycięzca turniejów wielkoszlemowych w deblu i dwukrotny triumfator rozgrywek miksta, lider rankingu deblowego ATP World Tour. Największe sukcesy osiągał wspólnie z Robertem Seguso.
Jego młodszy brat Doug również był profesjonalnym tenisistą.

## Kariera tenisowa
Flach triumfował w 34 zawodach deblowych: 29 razy w parze z Robertem Seguso, 3 razy wspólnie z Rickiem Leachem i po razie z Toddem Witskenem oraz Janem Apellem.
Para Flach–Seguso wygrywała m.in. w wielkoszlemowych Wimbledonie (1987 i 1988) i US Open (1985). Na kortach w Nowym Jorku Amerykanie osiągnęli także finały w latach 1987 i 1989. W 1988 roku podczas igrzysk olimpijskich w Seulu debel zdobył złoty medal w rywalizacji gry podwójnej.
Razem z Leachem zwyciężył podczas US Open w sezonie 1993.
Wspólnie z Kathy Jordan wygrał w 1986 roku French Open i Wimbledon w rozgrywkach gry mieszanej.
W latach 1985–1991 reprezentował Stany Zjednoczone w Pucharze Davisa – w 13 meczach deblowych odniósł 11 zwycięstw.
Przez 5 tygodni, na przełomie 1985 i 1986 roku, był liderem rankingu ATP deblistów. W rankingu singlowym najwyżej notowany na 56. pozycji (9 grudnia 1985).

### Finały w turniejach ATP World Tour
| Legenda                                      |
| -------------------------------------------- |
| Wielki Szlem                                 |
| Igrzyska olimpijskie                         |
| Tennis Masters Cup / ATP Finals              |
| ATP Masters Series / ATP Tour Masters 1000   |
| ATP International Series Gold / ATP Tour 500 |
| ATP International Series / ATP Tour 250      |

#### Gra podwójna (2–0)
| Końcowy wynik | Nr | Data           | Turniej            | Nawierzchnia | Partnerka    | Przeciwnicy                         | Wynik finału     |
| ------------- | -- | -------------- | ------------------ | ------------ | ------------ | ----------------------------------- | ---------------- |
| Zwycięzca     | 1. | 8 czerwca 1986 | French Open, Paryż | Ceglana      | Kathy Jordan | Rosalyn Fairbank Mark Edmondson     | 3:6, 7:6(3), 6:3 |
| Zwycięzca     | 2. | 6 lipca 1986   | Wimbledon, Londyn  | Trawiasta    | Kathy Jordan | Martina Navrátilová Heinz Günthardt | 6:3, 7:6(7)      |

#### Gra podwójna (34–24)
| Końcowy wynik | Nr  | Data                 | Turniej            | Nawierzchnia    | Partner         | Przeciwnicy                        | Wynik finału                  |
| ------------- | --- | -------------------- | ------------------ | --------------- | --------------- | ---------------------------------- | ----------------------------- |
| Finalista     | 1.  | 13 listopada 1983    | Tajpej             | Dywanowa (hala) | Robert Seguso   | Wally Masur Kim Warwick            | 6:7, 4:6                      |
| Zwycięzca     | 1.  | 27 maja 1984         | Rzym               | Ceglana         | Robert Seguso   | John Alexander Mike Leach          | 3:6, 6:3, 6:4                 |
| Finalista     | 2.  | 15 lipca 1984        | Newport            | Trawiasta       | Robert Seguso   | David Graham Laurie Warder         | 4:6, 6:7                      |
| Zwycięzca     | 2.  | 22 lipca 1984        | Boston             | Ceglana         | Robert Seguso   | Gary Donnelly Ernie Fernández      | 6:4, 6:4                      |
| Zwycięzca     | 3.  | 12 sierpnia 1984     | Indianapolis       | Ceglana         | Robert Seguso   | Heinz Günthardt Balázs Taróczy     | 7:6, 7:5                      |
| Zwycięzca     | 4.  | 16 września 1984     | Los Angeles        | Twarda          | Robert Seguso   | Wojciech Fibak Sandy Mayer         | 4:6, 6:4, 6:3                 |
| Zwycięzca     | 5.  | 28 października 1984 | Hongkong           | Twarda          | Robert Seguso   | Mark Edmondson Paul McNamee        | 6:7, 6:3, 7:5                 |
| Zwycięzca     | 6.  | 5 listopada 1984     | Tajpej             | Dywanowa (hala) | Robert Seguso   | Drew Gitlin Henry Pfister          | 6:1, 6:7, 6:2                 |
| Zwycięzca     | 7.  | 6 stycznia 1985      | Londyn Masters WCT | Dywanowa (hala) | Robert Seguso   | Heinz Günthardt Balázs Taróczy     | 6:3, 3:6, 6:3, 6:0            |
| Finalista     | 3.  | 24 lutego 1985       | La Quinta          | Twarda          | Robert Seguso   | Heinz Günthardt Balázs Taróczy     | 6:3, 6:7, 3:6                 |
| Zwycięzca     | 8.  | 31 marca 1985        | Fort Myers         | Twarda          | Robert Seguso   | Sammy Giammalva Jr. David Pate     | 3:6, 6:3, 6:3                 |
| Finalista     | 4.  | 7 kwietnia 1985      | Chicago            | Dywanowa (hala) | Robert Seguso   | Johan Kriek Yannick Noah           | 6:3, 6:4, 5:7, 1:6, 4:6       |
| Zwycięzca     | 9.  | 12 maja 1985         | Forest Hills       | Ceglana         | Robert Seguso   | Givaldo Barbosa Ivan Kley          | 7:5, 6:2                      |
| Finalista     | 5.  | 19 maja 1985         | Rzym               | Ceglana         | Robert Seguso   | Anders Järryd Mats Wilander        | 6:4, 3:6, 2:6                 |
| Zwycięzca     | 10. | 16 czerwca 1985      | Londyn             | Trawiasta       | Robert Seguso   | Pat Cash John Fitzgerald           | 3:6, 6:3, 16–14               |
| Zwycięzca     | 11. | 28 lipca 1985        | Indianapolis       | Ceglana         | Robert Seguso   | Pavel Složil Kim Warwick           | 6:4, 6:4                      |
| Finalista     | 6.  | 11 sierpnia 1985     | Stratton Mountain  | Twarda          | Robert Seguso   | Scott Davis David Pate             | 6:3, 6:7, 6:7                 |
| Zwycięzca     | 12. | 18 sierpnia 1985     | Montreal           | Twarda          | Robert Seguso   | Stefan Edberg Anders Järryd        | 5:7, 7:6, 6:3                 |
| Zwycięzca     | 13. | 8 września 1985      | US Open, Nowy Jork | Twarda          | Robert Seguso   | Henri Leconte Yannick Noah         | 6:7, 7:6, 7:6, 6:0            |
| Zwycięzca     | 14. | 27 października 1985 | Tokio              | Dywanowa (hala) | Robert Seguso   | Scott Davis David Pate             | 4:6, 6:3, 7:6                 |
| Zwycięzca     | 15. | 9 lutego 1986        | Memphis            | Dywanowa (hala) | Robert Seguso   | Guy Forget Anders Järryd           | 6:4, 4:6, 7:6                 |
| Zwycięzca     | 16. | 30 marca 1986        | Chicago            | Dywanowa (hala) | Robert Seguso   | Eddie Edwards Francisco González   | 6:0, 7:5                      |
| Zwycięzca     | 17. | 19 października 1986 | Tokio              | Twarda          | Matt Anger      | Jimmy Arias Greg Holmes            | 6:2, 6:3                      |
| Finalista     | 7.  | 8 marca 1987         | Key Biscayne       | Twarda          | Robert Seguso   | Paul Annacone Christo Van Rensburg | 2:6, 4:6, 4:6                 |
| Finalista     | 8.  | 26 kwietnia 1987     | Seul               | Twarda          | Jim Grabb       | Eric Korita Mike Leach             | 7:6, 1:6, 5:7                 |
| Zwycięzca     | 18. | 5 lipca 1987         | Wimbledon, Londyn  | Trawiasta       | Robert Seguso   | Sergio Casal Emilio Sánchez        | 3:6, 6:7, 7:6, 6:1, 6:4       |
| Finalista     | 9.  | 19 lipca 1987        | Livingston         | Twarda          | Robert Seguso   | Gary Donnelly Greg Holmes          | 6:7, 3:6                      |
| Zwycięzca     | 19. | 23 sierpnia 1987     | Cincinnati         | Twarda          | Robert Seguso   | Steve Denton John Fitzgerald       | 7:5, 6:3                      |
| Finalista     | 10. | 13 września 1987     | US Open, Nowy Jork | Twarda          | Robert Seguso   | Stefan Edberg Anders Järryd        | 6:7, 2:6, 6:4, 7:5, 6:7       |
| Finalista     | 11. | 15 listopada 1987    | Wembley            | Dywanowa (hala) | Robert Seguso   | Miloslav Mečíř Tomáš Šmíd          | 5:7, 4:6                      |
| Finalista     | 12. | 11 grudnia 1987      | Londyn             | Dywanowa (hala) | Robert Seguso   | Miloslav Mečíř Tomáš Šmíd          | 4:6, 5:7, 7:6, 3:6            |
| Finalista     | 13. | 28 marca 1988        | Key Biscayne       | Twarda          | Robert Seguso   | John Fitzgerald Anders Järryd      | 6:7, 1:6, 5:7                 |
| Zwycięzca     | 20. | 13 czerwca 1988      | Londyn             | Trawiasta       | Robert Seguso   | Pieter Aldrich Danie Visser        | 6:2, 7:6                      |
| Zwycięzca     | 21. | 4 lipca 1988         | Wimbledon, Londyn  | Trawiasta       | Robert Seguso   | John Fitzgerald Anders Järryd      | 6:4, 2:6, 6:4, 7:6(3)         |
| Finalista     | 14. | 7 sierpnia 1988      | Indianapolis       | Twarda          | Robert Seguso   | Rick Leach Jim Pugh                | 4:6, 3:6                      |
| Zwycięzca     | 22. | 14 sierpnia 1988     | Toronto            | Twarda          | Robert Seguso   | Andrew Castle Tim Wilkison         | 7:6, 6:3                      |
| Zwycięzca     | 23. | 1 października 1988  | Seul               | Twarda          | Robert Seguso   | Sergio Casal Emilio Sánchez        | 6:3, 6:4, 6:7(5), 6:7(1), 9:7 |
| Zwycięzca     | 24. | 13 listopada 1988    | Wembley            | Dywanowa (hala) | Robert Seguso   | Martin Davis Brad Drewett          | 7:5, 6:2                      |
| Finalista     | 15. | 20 listopada 1988    | Detroit            | Dywanowa (hala) | Robert Seguso   | Rick Leach Jim Pugh                | 4:6, 1:6                      |
| Zwycięzca     | 25. | 23 kwietnia 1989     | Tokio              | Twarda          | Robert Seguso   | Kevin Curren David Pate            | 7:6, 7:6                      |
| Zwycięzca     | 26. | 20 sierpnia 1989     | Cincinnati         | Twarda          | Robert Seguso   | Pieter Aldrich Danie Visser        | 6:4, 6:4                      |
| Finalista     | 16. | 10 września 1989     | US Open, Nowy Jork | Twarda          | Robert Seguso   | John McEnroe Mark Woodforde        | 4:6, 6:4, 3:6, 3:6            |
| Finalista     | 17. | 8 października 1989  | Orlando            | Twarda          | Robert Seguso   | Scott Davis Tim Pawsat             | 5:7, 7:5, 4:6                 |
| Finalista     | 18. | 24 marca 1991        | Miami              | Twarda          | Robert Seguso   | Wayne Ferreira Piet Norval         | 7:5, 6:7, 2:6                 |
| Zwycięzca     | 27. | 5 maja 1991          | Tampa              | Ceglana         | Robert Seguso   | David Pate Richey Reneberg         | 6:7, 6:4, 6:1                 |
| Finalista     | 19. | 21 lipca 1991        | Waszyngton         | Twarda          | Robert Seguso   | Scott Davis David Pate             | 4:6, 2:6                      |
| Zwycięzca     | 28. | 11 sierpnia 1991     | Cincinnati         | Twarda          | Robert Seguso   | Grant Connell Glenn Michibata      | 6:7, 6:4, 7:5                 |
| Zwycięzca     | 29. | 18 sierpnia 1991     | Indianapolis       | Twarda          | Robert Seguso   | Kent Kinnear Sven Salumaa          | 7:6, 6:4                      |
| Finalista     | 20. | 24 listopada 1991    | Johannesburg       | Twarda (hala)   | Robert Seguso   | John Fitzgerald Anders Järryd      | 4:6, 4:6, 6:2, 4:6            |
| Zwycięzca     | 30. | 22 marca 1992        | Miami              | Twarda          | Todd Witsken    | Kent Kinnear Sven Salumaa          | 6:4, 6:3                      |
| Finalista     | 21. | 19 lipca 1992        | Waszyngton         | Twarda          | Todd Witsken    | Bret Garnett Jared Palmer          | 2:6, 3:6                      |
| Zwycięzca     | 31. | 11 kwietnia 1993     | Tokio              | Twarda          | Rick Leach      | Glenn Michibata David Pate         | 2:6, 6:3, 6:4                 |
| Zwycięzca     | 32. | 20 czerwca 1993      | Manchester         | Trawiasta       | Rick Leach      | Stefan Kruger Glenn Michibata      | 6:4, 6:1                      |
| Finalista     | 22. | 22 sierpnia 1993     | Indianapolis       | Twarda          | Rick Leach      | Scott Davis Todd Martin            | 4:6, 4:6                      |
| Zwycięzca     | 33. | 11 września 1993     | US Open, Nowy Jork | Twarda          | Rick Leach      | Martin Damm Karel Nováček          | 6:7, 6:4, 6:2                 |
| Zwycięzca     | 34. | 27 lutego 1994       | Scottsdale         | Twarda          | Jan Apell       | Alex O’Brien Sandon Stolle         | 6:0, 6:4                      |
| Finalista     | 23. | 15 maja 1994         | Coral Springs      | Ceglana         | Stéphane Simian | Lan Bale Brett Steven              | 3:6, 5:7                      |
| Finalista     | 24. | 12 maja 1996         | Pinehurst          | Ceglana         | David Wheaton   | Pat Cash Patrick Rafter            | 2:6, 3:6                      |

### Starty wielkoszlemowe (gra podwójna)
| Turniej         | 1983 | 1984 | 1985 | 1986 | 1987 | 1988 | 1989 | 1990 | 1991 | 1991 | 1993 | 1994 | 1995 | 1996 | Wygrane turnieje | Bilans w turnieju |
| --------------- | ---- | ---- | ---- | ---- | ---- | ---- | ---- | ---- | ---- | ---- | ---- | ---- | ---- | ---- | ---------------- | ----------------- |
| Australian Open | 3R   | 2R   | –    | –    | SF   | –    | –    | –    | –    | –    | –    | QF   | –    | 1R   | 0 / 5            | 8–5               |
| French Open     | –    | 1R   | QF   | QF   | –    | QF   | –    | 2R   | 2R   | 2R   | 2R   | 1R   | 1R   | 1R   | 0 / 11           | 13–11             |
| Wimbledon       | –    | 3R   | 1R   | QF   | W    | W    | SF   | QF   | 3R   | 3R   | 2R   | 2R   | 1R   | 1R   | 2 / 13           | 30–11             |
| US Open         | 1R   | 2R   | W    | –    | F    | SF   | F    | 3R   | SF   | 2R   | W    | 1R   | QF   | 1R   | 2 / 13           | 37–10             |
| Bilans spotkań  | 2–2  | 3–4  | 9–2  | 6–2  | 14–2 | 13–2 | 9–2  | 6–2  | 7–3  | 4–3  | 8–2  | 4–4  | 3–3  | 0–4  | N/A              | 88–37             |

Legenda
     W, wygrał turniej
     F, przegrał w finale
     SF, przegrał w półfinale
     QF, przegrał w ćwierćfinale
     4R, 3R, 2R, 1R przegrał w IV, III, II, I rundzie
     –, nie startował w turnieju głównym